# Remembering Gil
Remembering Gil è un album di Sergio Coppotelli.

## Tracce
1. Remembering Gil
2. Solo Five
3. The New Way
4. My Feeling Of Love
5. Sixteen Bars Blues
6. Blues Waltz
7. Coppus Mood Blues

## I musicisti
- Sergio Coppotelli: chitarra
- Giancarlo Maurino: sax soprano/tenore
- Alessandro Bonanno: piano
- Pino Sallustii: contrabbasso
- Giampaolo Ascolese: batteria
- Enzo Scoppa: batteria